# 布亨
奥登林山麓布亨（德語：Buchen (Odenwald)），简称布亨（德語：Buchen，發音：[ˈbuːxn̩] ⓘ），是德国巴登-符腾堡州卡尔斯鲁厄行政区内卡-奥登林山县的城市，面积138.93平方千米，2023年12月31日人口为18,203人。